# Manuel Antonio Ortiz

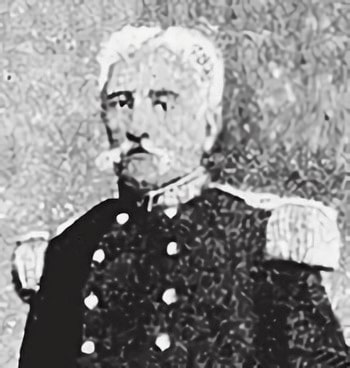
Manuel Antonio Ortiz

Manuel Antonio Ortiz (fl. XIX secolo) è stato un politico paraguaiano. Divenne presidente della Giunta provvisoria del Paraguay il 20 settembre 1840 in seguito alla morte di José Gaspar Rodríguez de Francia. Rimase presidente della giunta fino al 22 gennaio 1841.